# Рекетеу
Рекетеу (рум. Răcătău) — село у повіті Алба в Румунії. Входить до складу комуни Бландіана.
Село розташоване на відстані 280 км на північний захід від Бухареста, 20 км на захід від Алба-Юлії, 85 км на південь від Клуж-Напоки.

## Населення
За даними перепису населення 2002 року у селі проживали 35 осіб, усі — румуни. Усі жителі села рідною мовою назвали румунську.